# الجبل (غرابة)

تعديل مصدري - تعديل

الجبل محلة تابعة لقرية غرابة، التابعة لعزلة المزاحن بمديرية فرع العدين إحدى مديريات محافظة إب في الجمهورية اليمنية، بلغ تعداد سكانها 30 حسب تعداد اليمن لعام 2004.